# Avenel, New Jersey
Avenel är en ort i Middlesex County i delstaten New Jersey, USA.